# Neocarventus uncus
Neocarventus uncus är en insektsart som beskrevs av Kirman 1989. Neocarventus uncus ingår i släktet Neocarventus och familjen barkskinnbaggar. Inga underarter finns listade i Catalogue of Life.